# Garrigues (Comarca)

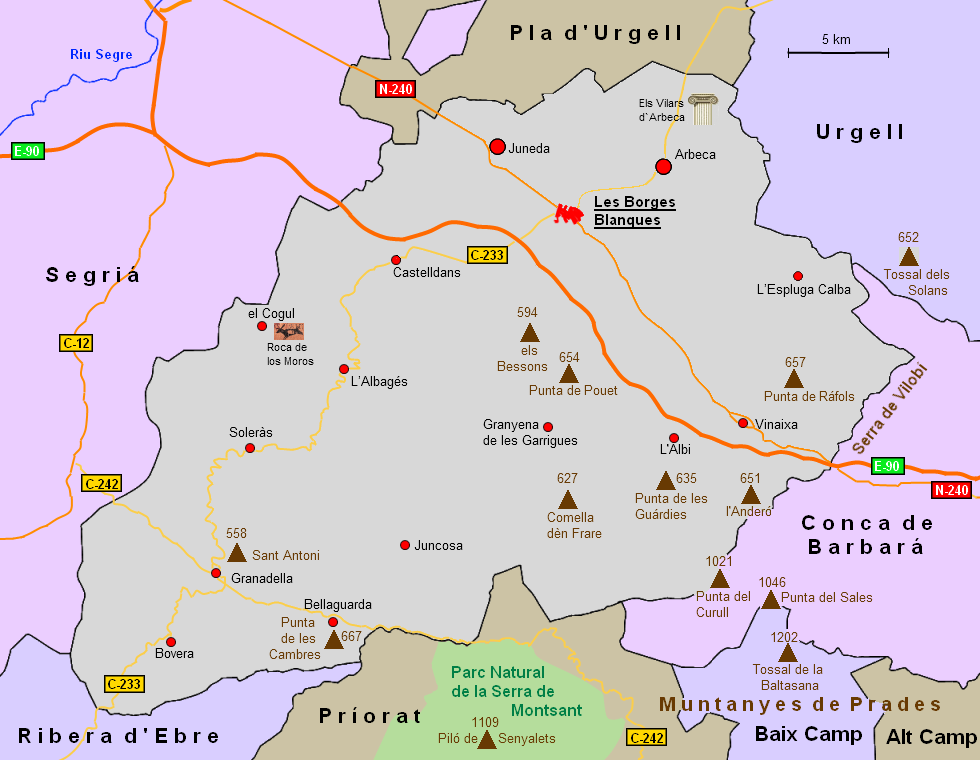
Karte der Comarca Garrigues

Die Comarca Garrigues liegt in der Provinz Lleida der Autonomen Gemeinschaft von Katalonien (Spanien). Der Gemeindeverband hat eine Fläche von 797,81 km² und 19.011 Einwohner (2022).

## Lage
Der Gemeindeverband liegt im westlichen Teil Kataloniens, südlich der Provinz-Hauptstadt Lleida. Er grenzt im Norden an die Comarca Pla d’Urgell, im Osten an Urgell, im Südosten an Conca de Barberà, im Süden an Priorat, im Westen an Ribera d’Ebre und im Nordwesten an Segrià.
Zusammen mit den Comarcas Noguera, Pla d’Urgell, Segarra, Segrià und Urgell bildet die Region das Territorium Ponent.
Garrigues liegt im südlichen Bereich der katalanischen Zentralen Senke, eine Ebene mit wenigen, niederen Hügel. Nur im äußersten Süden befinden sich Höhenzüge bis 1.000 m.
Das Gebiet im Nordosten wird vom Canal d'Urgell (1829 bis 1862 erbaut) und dem Canal auxiliar (erbaut 1929 bis 1932) durchflossen. Beide Kanäle werden gespeist von den Flüssen Segre und Corb und dienen der landwirtschaftlichen Bewässerung der Region.

## Wirtschaft
Die Comarca ist von der Landwirtschaft und der Viehzucht geprägt. Angebaut werden Getreide, Futtermittel, Obst, Oliven und Mandel. Im Norden sind Schweine- und Geflügelzuchtbetriebe angesiedelt. Die nur gering entwickelte Industrie verarbeitet Lebensmittel erzeugt Textilien und Möbel. Der Gemeindeverband ist bekannt für das Olivenöl, gepresst aus den Arbequines-Oliven.

## Sehenswürdigkeiten
Sehenswert sind die Iberersiedlung aus der Eisenzeit bei Arbeca Els Vilars mit Cheval de Frise, mehrere Öl-Museen, darunter der Themenpark über Öl in Les Borges Blanques und die Felsenmalereien auf dem Roca de los Moros in der Nähe von El Cogul.

## Gemeinden
| Gemeinde                  | Einwohner (2024) | Fläche km² | Dichte Einw./km² | Cod INE | Postleitzahl |
| ------------------------- | ---------------- | ---------- | ---------------- | ------- | ------------ |
| L’Albagés                 | 344              | 26,03      | 13               | 25006   | 25155        |
| L’Albi                    | 766              | 32,77      | 23               | 25009   | 25450        |
| Arbeca                    | 2.081            | 58,39      | 36               | 25029   | 25140        |
| Bellaguarda               | 288              | 17,45      | 17               | 25170   | 25177        |
| Les Borges Blanques       | 6.379            | 61,68      | 103              | 25058   | 25400        |
| Bovera                    | 247              | 30,97      | 8                | 25056   | 25178        |
| Castelldans               | 891              | 64,69      | 14               | 25067   | 25154        |
| Cervià de les Garrigues   | 641              | 34,06      | 19               | 25073   | 25460        |
| El Cogul                  | 161              | 17,41      | 9                | 25076   | 25152        |
| L’ Espluga Calba          | 331              | 21,55      | 15               | 25081   | 25410        |
| La Floresta               | 164              | 5,52       | 30               | 25092   | 25413        |
| Fulleda                   | 91               | 16,19      | 6                | 25097   | 25411        |
| La Granadella             | 758              | 89,00      | 9                | 25101   | 25177        |
| Granyena de les Garrigues | 163              | 20,25      | 8                | 25105   | 25160        |
| Juncosa                   | 390              | 76,80      | 5                | 25118   | 25165        |
| Juneda                    | 3.473            | 47,10      | 74               | 25119   | 25430        |
| Els Omellons              | 190              | 11,06      | 17               | 25153   | 25412        |
| La Pobla de Cérvoles      | 205              | 62,15      | 3                | 25169   | 25471        |
| Puiggròs                  | 258              | 9,91       | 26               | 25180   | 25420        |
| El Soleràs                | 310              | 12,48      | 25               | 25206   | 25163        |
| Tarrés                    | 125              | 12,89      | 10               | 25218   | 25480        |
| Els Torms                 | 137              | 13,36      | 10               | 25224   | 25164        |
| El Vilosell               | 194              | 18,78      | 10               | 25253   | 25547        |
| Vinaixa                   | 450              | 37,32      | 12               | 25255   | 25440        |
| Comarca Garrigues         | 19.037           | 797,81     | 24               | –       | –            |